# Acrilonitril butadiè estirè
L'Acrilonitril Butadiè Estirè o resines ABS (de l'anglès: Acrylonitrile butadiene styrene) és un plàstic molt resistent als cops molt utilitzat en automoció i altres usos industrials o domèstics. És un termoplàstic amorf.

## Estructura química

Components de l'ABS.

Els blocs d'acrilonitril proporcionen rigidesa, resistència a atacs químics i estabilitat a alta temperatura això com duresa, propietats aquestes que són molt preuades en certes aplicacions com són les d'equips pesants o aparells electrònics.
Els blocs de butadiè que és un elastòmer, proporcionen tenacitat a qualsevol temperatura. Això és especialment interessant per a ambients freds, en els quals altres plàstics es tornen trencadissos.
El bloc d'estirè aporta resistència mecànica i rigidesa.

## Característiques de l'ABS
El tret més important de l'ABS és la seva gran tenacitat, fins i tot a una tan baixa temperatura com els 40 °C sota zero. A més és dur i és rígid; la seva resistència química és acceptable; té una baixa absorció d'aigua i, per tant, una bona estabilitat dimensional; presenta una alta resistència a l'abrasió; es recobreix amb una capa metàl·lica amb facilitat.
La temperatura de transició vítria (Tg), que determina la temperatura màxima que es pot fer servir en moltes aplicacions comercials, es de 105 °C.

### Propietats físico – mecániques[1]
| Allargament en la ruptura (%)        | 45         |
| Coeficient de Fricció                | 0,5        |
| Mòdul de Tracció (GPa)               | 2,1-2,4    |
| Resistencia a la Tracció (MPa)       | 41-45      |
| Resistència a l'Impacte Izod (J m-1) | 200-400    |
| Absorció d'Aigua - en 24 hores (%)   | 0.3-0.7    |
| Densitat (g cm-3)                    | 1,05       |
| Resistència a la Radiació            | Acceptable |
| Resistència als Ultra-violats        | Dolenta    |

## Aplicacions i usos
S'utilitza comunament en aplicacions:
- Indústria automobilística: Parts cromades, parts internes i externes de la carrosseria que estiguin pintades.
- Joguines: Blocs de LEGO, TENTE i Airsoft i figuretes de BANDAI.
- Processos d'impressió 3D.
- Electròniques: com les carcasses dels televisors, ràdios, ordinadors i impressores
- Oficina: Grapadores, carpetes pesants.

Es pot usar en aliatges amb altres plàstics, per exemple ABS amb el PVC.
Els principals productors d'ABS a Europa i Amèrica és la BASF (sota bel nom comercial de Terluran); Lanxess, actualment INEOS ABS; i GE-plastics, actualment SABIC. A nivell mundial el primer productor és CHIMEI de Taiwan, i el segon és LG Chem de Corea.